# فرودگاه پورت او شوا
فرودگاه پورت او شوا (به انگلیسی: Port au Choix Airport) یک فرودگاه همگانی است که یک باند فرود آسفالت دارد و طول باند آن ۸۲۳ متر است. این فرودگاه در کشور کانادا قرار دارد و در ارتفاع ۲۷ متری از سطح دریا واقع شده است.